# Rafaelove stance
Štiri Rafaelove stanze (italijansko Stanze di Raffaello) so niz sprejemnih prostorov, sob papeških bivališč, ki so zdaj urejeni kot dostopen del Vatikanskih muzejev v Vatikanu. Znani so po freskah, ki so jih naslikali Rafael in njegova delavnica. Podobno kot stropne in stenske   Michelangelove freske in druge freske v Sikstinski kapeli so med okrasi sten, ki zaznamujejo visoko renesanso v Rimu.
Stanze, kot se običajno imenujejo, so bili prvotno zamišljene kot sobe stanovanja za papeža Julija II. Rafaelu, tedaj razmeroma mlademu umetniku iz Urbina in njegovemu ateljeju je leta 1508 ali 1509 naročil, da v celoti prenovi obstoječo notranjost prostorov. Mogoče je bil Julijev namen zasenčiti stanovanja njegovega predhodnika (in tekmeca) papeža Aleksandra VI., saj so Stanze neposredno nad Aleksandrovimi Borgijskimi apartmaji. So v tretjem nadstropju s pogledom na južno stran dvorišča Belvedere (Cortile del Belvedere).
Od vzhoda do zahoda, kot bi obiskovalec vstopil v stanovanje, vendar brez upoštevanja zaporedja, v katerem so freske Stanc, so sobe Sala di Costantino ('Konstantinova soba'), Stanza di Eliodoro ('Heliodorova soba'), Stanza della Segnatura ('Soba podpisov') in Stanza dell'Incendio del Borgo (Soba Požara v Borgu).
Po Julijevi smrti leta 1513 je papež Leon X. nadaljeval program s poslikavama dveh večjih fresk. Po Rafaelovi smrti leta 1520 so njegovi pomočniki Gianfrancesco Penni, Giulio Romano in Raffaellino del Colle zaključili projekt s freskami v dvorani cesarja Konstantina (Sala di Costantino) in Bitko pri Milvijskem mostu.

## Shema
Shema del kot si sledijo: 
| Pogled (I)                     | Pogled (II)                   | Vzhidna stenal                   | Južna stena             | Zahodna stena | Severna stena | Strop |
| ------------------------------ | ----------------------------- | -------------------------------- | ----------------------- | ------------- | ------------- | ----- |
| Stanza della Segnatura         |                               |                                  |                         |               |               |       |
|                                |                               |                                  |                         |               |               |       |
| Atenska šola                   | Kardinalne in teološke vrline | Sporočilo svetega zakramenta     | Parnas                  |               |               |       |
| Stanza di Eliodoro             |                               |                                  |                         |               |               |       |
|                                |                               |                                  |                         |               |               |       |
| Izgon Heliodora iz templja     | Maša pri Bolseni              | Srečanje Leona Velikega in Atila | Odrešitev svetega Petra |               |               |       |
| Stanza dell'incendio del Borgo |                               |                                  |                         |               |               |       |
|                                |                               |                                  |                         |               |               |       |
| Bitka pri Ostiji               | Požar v Borgu                 | Kronanje Karla Velikega          | Prisega Leona III.      |               |               |       |
| Sala di Costantino             |                               |                                  |                         |               |               |       |
|                                |                               |                                  |                         |               |               |       |
| Vizija Križa                   | Bitka pri Milvijskem mostu    | Konstantinov Krst                | Konstantinova donacija  |               |               |       |

## Stanza della Segnatura
Stanza della segnatura ('Soba Signatura') je prva, ki jo je s freskami okrasil Rafael. To je bil studio, v katerem je bila knjižnica Julija II., v kateri je bil prvotno sedež razsodišča - Apostolska Signatura. Umetnikov koncept usklajuje duhove antike in krščanstva in odraža vsebino papeževe knjižnice s temami teologije, filozofije, pravne prakse in poetične umetnosti, predstavljene v tondih nad lunetami sten. Tema te sobe je svetovna in duhovna modrost ter harmonija, ki so jo renesančni humanisti zaznali med krščanskim učenjem in grško filozofijo. Tema modrosti je primerna, saj je bila ta soba svetniška zbornica Apostolske Signature, kjer je bila večina pomembnih papeških dokumentov podpisana in zapečatena.

### Sporočilo svetega zakramenta
Prva kompozicija, ki jo je Rafael izdelal med letoma 1509 in 1510, je bila Sporočilo svetega zakramenta, tradicionalno ime za tisto, kar je resnično češčenje zakramenta. Rafael je na sliki ustvaril podobo cerkve, ki je predstavljena kot nebo in zemlja.
Rafael je na sliki ustvaril prizor, ki sega tako v nebo kot na zemljo. Zgoraj je Kristus obkrožen z avreolo, ki sta jo na desni in levi strani postavili Blažena Devica Marija in Janez Krstnik (ureditev, znana kot Deesis). Druge različne svetopisemske figure, kot so Peter (skrajno levo, drži ključ), Adam (skrajno levo, gole prsi), Pavel (skrajno desno, drži knjigo in meč) in Mojzes (desno, s svetlobnimi rogovi in s tablicami Deset Božjih zapovedi ) so na straneh. Bog Oče sedi nad vsemi v zlati nebeški luči in ga častijo angeli. Pod Kristusovimi nogami je Sveti Duh, na čigar strani so knjige štirih evangelijev, ki so jih odprli putti.
Spodaj, na oltarju, stoji monštranca. Ob oltarju so bogoslovci, ki so upodobljeni kako  razpravljajo o spremenjenju (transubstantizacija). Kristusovo telo, kri, duša in božanstvo je sveta evharistija, o kateri razpravljajo predstavniki Cerkve; med njimi so izvirni štirje cerkveni očetje (identificirani po svojih imenih, vpisanih v njihove haloje), levo od oltarja sedita papež Gregor I. in Hieronim, Avguštin in Ambrož na desni skupaj s papežem Julijem II., papežem Sikstom IV., Savonarolo in  Dantejem Alighierijem. Papež Sikst IV. je zlato oblečen papež na dnu slike. Neposredno za Sikstom je Dante, oblečen v rdeče barve in nosi lovorov venec (simbolizira njegovo veličino kot pesnik). Plešasti lik, ki bere knjigo in se naslanja nad ograjo v levem kotu, je lahko Rafaelov mentor in renesančni arhitekt Bramante.

### Parnas
Rafael je dokončal drugo sestavo med letoma 1509 in 1511. Predstavlja Parnas, bivališče boga Apolona in Muz in je dom poezije, po klasičnem mitu. Na freski so Apolon in Muze obkroženi s pesniki iz antike in Rafaelovega obdobja.
Celotna soba prikazuje štiri področja človeškega znanja: filozofijo, religijo, poezijo in pravo, Parnas pa predstavlja poezijo. Freska prikazuje mitološko goro Parnas, kjer prebiva Apolon; v središču igra inštrument (sodobna lira da braccio in ne klasična lira), obkrožen z devetimi muzami, devetimi pesniki iz antike in devetimi sodobnimi pesniki. Apolon je poleg Kaliope, muza epske poezije, navdihuje pesnike.
Rafael je uporabil obraz Laocoöna iz klasične skulpture Laocoön in njegovi sinovi, izkopan leta 1506 in tudi v Vatikanu za svojega Homerja (v temno modri halji levo od središča), izražanje slepote in ne bolečine. Dve ženski figuri v freski naj bi spominjali na Michelangelovo Stvarjenje Adama, Evterpa in Sapfo, ki je imenovana na svitku, ki ga ima. Sapfo je edina prikazana pesnica, domnevno identificirana tako, da je ne meša z muzo; je pozni dodatek, ki se ne pojavlja v tisku Marcantonio Raimondi, ki beleži risbo za fresko.
Okno pod fresko Parnas je okvir Mons Vatikanus, za katerega se verjame, da je svet za Apolona. Humanisti, kot so Biondo, Vegio in Albertini, se sklicujeta na starodavnega boga Vatikana.

### Atenska šola
Med letoma 1509 in 1511 je Rafael opravil še eno delo na steni nasproti Sporočilo svetega zakramenta. Ta tretja slika [8] z naslovom Atenska šola predstavlja stopnje znanja ali resnice, pridobljene z razumom. Položaj freske in hoja filozofov v smeri Svetega zakramenta na nasprotni steni sta predlagali razlago celotne sobe kot gibanje od klasične filozofije do prave religije in iz predkrščanskega sveta v krščanstvo. [9 ] Želel je prebivati nad filozofskim odsekom knjižnice papeža Julija II. Je morda najslavnejša Rafaelova freska.

### Kardinalne in teološke vrline
Dva prizora na četrti steni, ki ju je izvedla delavnica in luneta nad njo, v kateri so Kardinalne vrline, sta bila naslikana leta 1511. Kardinalne vrline alegorično predstavljajo vrline: razumnost in zmernost, skupaj z ljubeznijo, vero in upanjem.

## Stanza di Eliodoro
Naslednja soba je Stanza di Eliodoro ('Heliodorova soba'). Poslikana med letoma 1511 in 1514 je svoje ime dobila po eni od slik. Tema te zasebne sobe - verjetno sprejemnica - je bila nebeška zaščita, ki jo je Kristus podelil Cerkvi. Štiri slike so: Izgon Heliodora iz templja, maša v Bolseni, Srečanje papeža Leona I. in Atila ter Odrešitev svetega Petra iz zapora. V prvih dveh teh freskah Rafael laskavo vključuje svojega zavetnika, papeža Julija II., kot udeleženca ali opazovalca; tretja, poslikana po Julijevi smrti, vključuje portret njegovega naslednika Leona X.
Rafaelov slog se je tu spremenil od Stanza della Segnatura. Namesto statičnih slik papeževe knjižnice je upodobil dramatične pripovedi, njegov pristop pa je bil maksimiranje ekspresivnega učinka fresk. Manj je večjih figur, tako da njihova dejanja in čustva bolj neposredno vplivajo na gledalca, gledališke učinke pa je uporabil za osvetlitev določenih figur in povečanje napetosti.

### Izgon Heliodora iz templja
Rafael je v Izgonu Heliodora iz templja ponazoril svetopisemsko epizodo iz Makabejci 2 (2 Mkb 3,21–3,28) o Heliodoru, ki so ga poslali zasesti zaklad, ki je bil shranjen v templju v Jeruzalemu, a je bil ustavljen, vendar je bil ustavljen, ko so na molitev duhovnika templja odgovorili angeli, ki so mahali na vsiljivca in ga je angelski jezdec nagnal iz templja. Kompozicija je bistveno bolj dramatična od Rafaelovih starejših fresk v Stanza della Segnatura. Čeprav je osrednja točka še vedno lik duhovnika pri molitvi, Heliodor in angeli hitijo naprej v vesolje in grozijo, da se bodo razlili iz slike. Na levi je Julij II., ki ga švicarska garda nosi na stolu, priča dogodku. Njegova vključitev se tukaj nanaša na njegove bitke za preprečevanje posvetnih voditeljev, da bi uzurpirali papeška ozemlja.

### Maša v Bolseni
Maša v Bolseni prikazuje zgodbo o boemskem duhovniku, ki je leta 1263 prenehal dvomiti o nauku o transubstantizaciji, ko je videl, da je pri maši kruh začel krvaveti. Krpa, ki jo je obarvala kri, je bila kot relikvija v bližnjem mestu Orvieto; Julij II. je obiskal Orvieto in molil nad relikvijo leta 1506. Papež je predstavljen kot udeleženec maše in priča čudežu; poklekne desno od oltarja, za njim pa stojijo člani kurije (tudi portreti). Rafael razlikuje 'prave' priče iz 13. stoletja od tistih, ki so papeževi sodobniki, po stopnji vpletenosti v dogodek; slednji se mirno osredotočajo na Julija, ki kleči pri svojih pobožnostih, namesto da bi se odzvali čudežu.
Na tej sliki je umetnikov avtoportret, Rafael je eden od švicarskih stražarjev v spodnjem desnem delu freske, obrnjen navzven z zavezanimi lasmi. To je eden izmed številnih primerov, v katerih se je Rafael postavil na svoje slike. V delu je prikazan tudi papež Julij II. (1443–1513), ki kleči na desni, in njegova hči Felice della Rovere, prikazana na levi na dnu stopnic, v profilu, v temnih oblačilih. Štirje kardinali na desni so bili identificirani kot Leonardo Grosso della Rovere, Raffaello Riario, Tommaso Riario in Agostino Spinola, Julijevi sorodniki.

### Srečanje Leona Velikega in Atila
Srečanje Leona Velikega in Atila prikazuje pogajanja med papežem in hunskim osvajalcem ter vključuje legendarne podobe svetega Petra in svetega Pavla na nebu, ki nosita meče. Popolnoma razvita risba Rafaela kaže, da je nameraval postaviti papeža - upodobljenega z Julijevimi lastnostmi - v ozadje, ko je Leon X. postal papež - in pravkar se je izbralo ime Leon - je moral umetnika spodbuditi, naj pripelje papeža v ospredje in v sredino ter uporabi svoj portret.
Na levi polovici slike je predvsem Rafael, le minimalno delo njegovih učencev.

### Odrešitev svetega Petra
Odrešenje svetega Petra v treh epizodah prikazuje, kako je svetega Petra angel osvobodil iz zapora, kot je opisano v Delih 12. Simbolizira moč Kristusovega vikarja, da se izogne človeškim omejitvam. Naslovna cerkev Julija II. kot kardinala, preden je bil povzdignjen v papeštvo, je bil S. Pietro in Vincoli (sv. Peter v verigah), tako da je slika naenkrat splošno sklicevanje na papeštvo in specifično sklicevanje na Julija. Freska je študija svetlobe: naravne ob odprtem oknu, umetne baklo in angelske svetlobe. Slednje seveda najbolj zasenči druge.
Na freski so trije prizori v simetričnem ravnovesju, ki jih tvorijo premišljena arhitektura in stopnice. V sredini angel zbudi Petra, na desni pa ga vodi mimo spečih stražarjev. Na levi strani je en stražar očitno opazil svetlobo, ki jo ustvari angel in zbudi tovariša, ki kaže proti čudežno osvetljeni celici. To doda dramo k umirjenemu Petrovemu izhodu na desni.

## Stanza dell'incendio del Borgo
Stanza dell'incendio del Borgo je bila imenovana po freski Požar v Borgo, na katerem je upodobljen papež Leon IV. Ta soba je bila pripravljena kot glasbena soba za Julijevega naslednika Leona X. Freske prikazujejo dogodke iz življenj papežev Leona III. in Leona IV. Druge slike v sobi so prisega Laona III., Kronanje Karla Velikega in Bitka pri Ostiji. Čeprav je Požar v Borgu temeljil na Rafaelovem zrelem slogu, so ga izvedli njegovi pomočniki, ki so ostale tri slike slikali brez njegovega vodstva.

### Prisega Leona III.
Prisega Laona III. je slika v Stanza dell'incendio del Borgo. Na freski je papež Leon III. viden med sojenjem 23. decembra 800, med katerim so ga soočili z nečaki njegovega predhodnika papeža Hadrijana I., ki so ga obtožili neprimernega vedenja. Zbrani škofje so izjavili, da ne morejo soditi o papežu, potem je Leon dal prisego očiščevanja po svoji svobodni volji. 

### Kronanje Karla Velikega
Kronanje Karla Velikega za katero se domneva, da je Rafael za kompozicijo naredil zasnovo, fresko pa je verjetno naslikal Gianfrancesco Penni. Na sliki je razvidno, kako je Karla Velikega papež Leon III. (papež med letoma 795 in 816) na božični večer leta  800 kronal za svetega rimskega cesarja (Imperator Romanorum). Po vsej verjetnosti se freska nanaša na bolonjski konkordat, ki je bil dogovorjen med Svetim sedežem in francoskim kraljestvom leta 1515, saj je Leon III. v resnici portret Leona X. in Karel Veliki portret Franca I.

### Požar v Borgu
Požar v Borgu prikazuje dogodek, ki je dokumentiran v knjigi Liber Pontificalis: požar, ki je izbruhnil v Borgu v Rimu leta 847. Po navedbah katoliške cerkve je papež Leon IV. požar omejil s svojo blagoslovitvijo.
Sliko je ustvarila delavnica italijanskega renesančnega umetnika Rafaela med letoma 1514 in 1517. Čeprav se domneva, da je Rafael zasnoval kompleksno kompozicijo, je fresko najverjetneje naslikal njegov asistent Giulio Romano. Upodablja papež Leona IV., ki je leta 847 zaustavil požar z blagoslovitvijo z balkona pred staro baziliko svetega Petra.

### Bitka pri Ostiji
Bitka pri Ostiji je bila navdihnjena s pomorsko zmago Leona IV. nad Saraceni in krščansko ligo papeških, neapeljskih in gaetanskih ladij pri Ostiji leta 849.
Je slika Rafaelove delavnice. Na sliki se papež Leon IV. z lastnostmi papeža Leona X. ki se  zahvaljuje po tem, ko je arabske ladje uničila nevihta.

## Sala di Costantino
Največja od dvanajstih sob je Sala di Costantino ('Konstantinova soba'). Poslikava se ni začela, dokler ni umrl papež Julij in tudi sam Rafael. Soba je posvečena zmagi krščanstva nad poganstvom. Freske predstavljajo ta boj iz življenja rimskega cesarja Konstantina in so delo slikarjev Giulio Romano, Gianfrancesco Penni in Raffaellino del Colle. Ker jih ni naslikal sam mojster, so freske manj znane kot dela v sosednjih prostorih. Nadaljevanje dolge tradicije laskanja so Rafaelovi pomočniki papežu Silvestru na slikah dali značilnosti aktualnega papeža Klemena VII.

### Vizija Križa
Freska Vizija križa prikazuje legendarno zgodbo o velikem križu, ki se je prikazal Konstantinu, ko je korakal, da bi se spopadel s svojim tekmecem Maksencijem. Vizija na nebu je naslikana z besedami v grščini Εν τούτω νίκα ('S tem, osvojite', bolj znana kot latinsko In hoc signo vinces), napisana zraven.

### Bitka pri Milvijskem mostu
Bitka pri Milvijskem mostu prikazuje bitko, ki se je 28. oktobra 312 zgodila po Konstantinovi viziji.
Izdelavo je vodil Giulio Romano z drugimi Rafaelovimi pomočniki, po njegovi smrti leta 1520. Najverjetneje je bila naslikana po Rafaelovi zasnovi med 1520 in 1524.
Giulio Romano je po mojstrovi smrti sodeloval z drugimi člani Rafaelove delavnice, da je končal naročilo za okrasitev s freskami. Bitka pri Milvijskem mostu prikazuje bitko, ki se je zgodila 28. oktobra 312 med rimskima cesarjema Konstantinom I. in Maksencijem. Legenda pravi, da je Konstantin imel sanje, kjer se je na nebesih pojavil križ; glas mu je rekel, da bo zmagal v bitki pri Ponte Milviu, če bo križ uporabil kot svoj prapor. Križ je postal njegov prapor in zmagal je v bitki, zmago pripisal boga krščanstva.
Milvijski most (Ponte Milvio) še vedno stoji v Rimu v neokrnjenem stanju; do pred nekaj leti so ga avtomobili smeli uporabljati za prehod čez Tibero. Zdaj ga lahko uporabljajo le pešci.

### Konstantinov krst
Tretjo sliko v zaporedju, Konstantinov krst, je najverjetneje naslikal Gianfrancesco Penni in prikazuje, kako je cesarja krstil papež Silvester I. v Lateranski krstilnici v Rimu, skladno z opisom Konstantinovega krsta, ki je bil naveden v Silvestrovi uredbi in Liber Pontificalis (in ne drugačna različica na smrtni postelji, ki je bila navedena v Evzebijevem Življenje Konstantina.
Po mojstrovi smrti leta 1520 je Penni sodeloval z drugimi člani Rafaelove delavnice, da je končal naročilo za okrasitev s fresko. Na sliki je cesar Konstantin Veliki upodobljen klečeč, da bi prejel zakrament od papeža Silvestra I. v krstilnici sv. Janeza Lateranskega. Slikar je dal Silvestru lastnosti Klemena VII., papeža, ki je ukazal, da se freske dokončajo, potem ko je bilo delo prekinjeno med papeštvom Hadrijana VI..
Medtem ko poskuša nadzor in vedrino, značilno za visoko renesanso, nazorna scena kaže manieristično težnjo po kompleksnosti in neskladju.

### Konstantinova donacija
Zadnja slika v ciklu, Konstantinova donacija, prikazuje dogodek, ki naj bi se zgodil kmalu po Konstantinovem krstu in je bil navdihnjen s slavnimi ponarejenimi dokumenti, vgrajenimi v Gracijanov Decretum - odlok, ki podeli papeško suverenost nad rimskimi teritorialnimi oblastmi.
Konstantinova donacija ali donacija Rima je slika Rafaelovih pomočnikov. Najverjetneje sta jo je naslikala Gianfrancesco Penni ali Giulio Romano, nekje med 1520 in 1524.
Slika prikazuje apokrifni zgodovinski dogodek: cesar Konstantin poklekne pred papežem Silvestrom I. in ponudi papežu in njegovim naslednikom nadzor nad mestom Rim in celotnim Zahodnim rimskim cesarstvom. Upodobitev Silvestra je narejena po vzoru papeža Klemena VII., ki je leta 1523 postal papež. Slika (anahronistično) prikazuje notranjost prvotne bazilike svetega Petra, ki je bila v času, ko je slika nastajala, obnovljena. V ozadju slike je oltar z zvitimi, Salomonovimi stebri. Ti stebri so bili Konstantinovo darilo, in naj bi jih vzel iz porušenega judovskega templja.